# Jayadeva

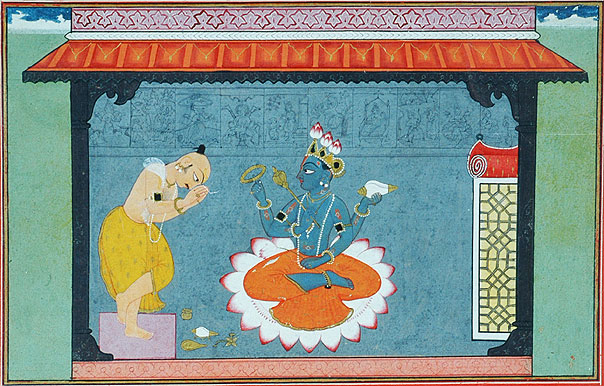
Un dipinto del XVIII secolo che raffigura Viṣṇu e Jayadeva qui rappresentato come un suo devoto (viṣṇubakta, notare anche la śikhā, il ciuffo di capelli, che lo indica come tale), conservato presso il Government Museum and Art Gallery di Chandigarh. Questa rappresentazione è una delle due classiche rappresentazioni di Viṣṇu originarie dell'epoca dei Purāṇa (circa IV-VI secolo d.C.), l'altra lo rappresenta addormentato tra le spire del serpente cosmico Śeṣa ("ciò che resta" o anche Ananta, "infinito"). In questa raffigurazione Viṣṇu siede nella "postura della meditazione" (padmāsana, lett. "postura del loto"); indossa una corona (kirīṭa mukuṭa, corona regale che lo individua come Cakravartin, Signore dei mondi) decorata con fiori di loto simbolo della purezza e della divinità solare; con le quattro braccia regge i suoi attributi: il disco o ruota (chakra) nel duplice significato di "ruota" solare o del carro celeste che trasporta la divinità solare e di "disco" inteso come arma da lancio e quindi con il significato di potere e protezione, esso ha il nome di Sudarśana (Bello da vedere); la mazza (gadā) che ha il nome di Kaumodakī, l'arma con cui Viṣṇu uccise il demone Gada, essa simboleggia anche il potere del tempo che tutto distrugge; la conchiglia (śaṅka, la Charonia tritonis) è anch'essa un'arma in quanto soffiandoci dentro procura un suono che atterrisce i demoni e li fa fuggire, il nome della śaṅka di Viṣṇu è Pāñcajanya dal demone a cui la strappò Pāñcajana (Cinque elementi); il fiore di loto (padma) simbolo della divinità solare.

Jayadeva (XII secolo – XII secolo) è stato un poeta e mistico indiano della fine del XII secolo, autore del Gītagovinda.

## Biografia
Poche le notizie che si hanno sulla vita di Jayadeva. Nel Gītagovinda, dichiara che la sua città natale fu Kindubilva (80), forse l'attuale villaggio bengalese di Kenduli ma, secondo Barbara Stoler Miller il suo rapporto con il culto di Jagannātha,  a Puri, sembra essere meglio fondato.
Sempre lo Gītagovinda avverte che suo padre di chiamava Bhojadeva, mentre sua madre era Rāmādevī (284) , sua moglie fu Padmāvatī (2 e 242).
Le leggende tradizionali intorno alla sua figura lo indicano di nascita brāhmanica, presto divenuto rinunciante (sannyāsa) e itinerante: non sostava mai sotto lo stesso albero per rifuggire gli attaccamenti verso il posto; questo finché un brahmano di Puri gli comunica che Jagannathā ("Signore del mondo", intende Kṛṣṇa/Viṣṇu) lo vuole sposo di una figlia di un altro brahmano, Padmāvatī, offerta momentaneamente al tempio come danzatrice sacra. 
L'unione tra Jayadeva e Padmāvatī fu ispirata alla devozione verso Dio, a tanto che mentre Jayadeva compilava lo Gītagovinda, Padmāvatī danzava i suoi versi. 
È certo che Jayadeva abbia vissuto, con altri poeti, presso la corte del re viṣṇuita Lakṣmaṇasena (1179-1205).
Sono conosciute altre opere poetiche di Jayadeva:  due poesie in hindi antico raccolte nell'Ādi Granth, che fa collocare Jayadeva tra i bhagat del sikhismo col nome di Bhagat Jaidev.